# Liste des dirigeants actuels des lands allemands
Cette page recense les actuels dirigeants des lands allemands. Treize des seize dirigeants portent le titre de Ministerpräsident (ministre-président en français), les trois autres, ceux des villes-État de Berlin, Brême et Hambourg, portent des titres propres à chaque land.

## Dirigeants actuels des lands
- Le président en exercice du Bundesrat est indiqué en gras.

| Land                               | Nom | Nom                  | Nom | Parti  | Depuis le                                   | Cabinet                                |
| ---------------------------------- | --- | -------------------- | --- | ------ | ------------------------------------------- | -------------------------------------- |
| Bade-Wurtemberg                    |     | Winfried Kretschmann |     | Grünen | 12 mai 2011 (14 ans, 2 mois et 1 jour)      | Kretschmann III (Grünen-CDU)           |
| Basse-Saxe                         |     | Olaf Lies            |     | SPD    | 20 mai 2025 (1 mois et 23 jours)            | Lies (SPD-Grünen)                      |
| Bavière                            |     | Markus Söder         |     | CSU    | 16 mars 2018 (7 ans, 3 mois et 27 jours)    | Söder III (CSU-FW)                     |
| Berlin                             |     | Kai Wegner           |     | CDU    | 27 avril 2023 (2 ans, 2 mois et 16 jours)   | Wegner (CDU-SPD)                       |
| Brandebourg                        |     | Dietmar Woidke       |     | SPD    | 28 août 2013 (11 ans, 10 mois et 15 jours)  | Woidke IV (SPD-BSW)                    |
| Brême                              |     | Andreas Bovenschulte |     | SPD    | 15 août 2019 (5 ans, 10 mois et 28 jours)   | Bovenschulte II (SPD-Grünen-Die Linke) |
| Hambourg                           |     | Peter Tschentscher   |     | SPD    | 28 mars 2018 (7 ans, 3 mois et 15 jours)    | Tschentscher III (SPD-Grünen)          |
| Hesse                              |     | Boris Rhein          |     | CDU    | 31 mai 2022 (3 ans, 1 mois et 12 jours)     | Rhein II (CDU-SPD)                     |
| Mecklembourg-Poméranie-Occidentale |     | Manuela Schwesig     |     | SPD    | 4 juillet 2017 (8 ans et 9 jours)           | Schwesig II (SPD-Linke)                |
| Rhénanie-du-Nord-Westphalie        |     | Hendrik Wüst         |     | CDU    | 27 octobre 2021 (3 ans, 8 mois et 16 jours) | Wüst II (CDU-Grünen)                   |
| Rhénanie-Palatinat                 |     | Alexander Schweitzer |     | SPD    | 10 juillet 2024 (1 an et 3 jours)           | Schweitzer (SPD-FDP-Grünen)            |
| Sarre                              |     | Anke Rehlinger       |     | SPD    | 25 avril 2022 (3 ans, 2 mois et 18 jours)   | Rehlinger (SPD)                        |
| Saxe                               |     | Michael Kretschmer   |     | CDU    | 13 décembre 2017 (7 ans et 7 mois)          | Kretschmer III (CDU-SPD)               |
| Saxe-Anhalt                        |     | Reiner Haseloff      |     | CDU    | 19 avril 2011 (14 ans, 2 mois et 24 jours)  | Haseloff III (CDU-SPD-FDP)             |
| Schleswig-Holstein                 |     | Daniel Günther       |     | CDU    | 28 juin 2017 (8 ans et 15 jours)            | Günther II (CDU-Grünen)                |
| Thuringe                           |     | Mario Voigt          |     | CDU    | 12 décembre 2024 (7 mois et 1 jour)         | Voigt (CDU-BSW-SPD)                    |

### En Allemagne
- Liste des ministres de Bade-Wurtemberg
- Liste des ministres de Basse-Saxe
- Liste des dirigeants des Regierungsbezirke allemands
- Liste des bourgmestres des grandes villes de l’Allemagne

### Hors d’Allemagne
- Liste des dirigeants actuels des États
- Liste des dirigeants des dépendances et territoires à souveraineté spéciale
- Liste des présidents des conseils régionaux en France
- Liste des dirigeants des régions, communautés et provinces de la Belgique
- Liste des dirigeants des provinces des Pays-Bas
- Liste des dirigeants des régions et des comtés du Royaume-Uni
- Liste des dirigeants des régions danoises
- Liste des gouverneurs des voïvodies polonaises
- Liste des dirigeants des régions tchèques
- Liste des dirigeants des Länder autrichiens
- Liste des présidents de gouvernement des cantons suisses